# Collalto Sabino
Pour les articles homonymes, voir Sabino (homonymie).
Collalto Sabino est une commune italienne de moins de 500 habitants située dans la province de Rieti, dans la région Latium, en Italie centrale.
Le village a obtenu le label des Plus Beaux Bourgs d'Italie.

## Histoire
En 1861, le château est partiellement détruit par un assaut de brigands.
À la mort du comte Prendowski, lequel avait épousé la marquise Cavalletti, le château passe en héritage au frère de celle-ci, Giuseppe Cavalletti, qui n'ayant aucun héritier, au seuil de la vieillesse, en échange du château stipule une annuité avec le capitaine des carabiniers locaux Ottavio Giorgi, qui devient ainsi le nouveau propriétaire de la structure. Ottavio Giorgi avait épousé une riche héritière américaine, Claire Monfort, avec qui il eut deux enfants : Diana et Piero.
Les Giorgi-Monfort restaurent le château, apportant des modifications minimes et au cours des années précédant la Seconde Guerre mondiale, accueillent des personnages politiques et artistiques de l'époque comme le prince Humbert de Savoie, Umberto Nobile, Ettore Petrolini, et le peintre-sculpteur américo-norvégien Hendrik Christian Andersen.
À la mort de Piero Giorgi-Monfort en 1988, le château est acquis par la famille Rinaldi, descendant d'une famille noble du village, qui restaurent à leur tour le château.

## Administration
| Période                                  | Période | Identité | Étiquette | Qualité |
| ---------------------------------------- | ------- | -------- | --------- | ------- |
|                                          |         |          |           |         |
| Les données manquantes sont à compléter. |         |          |           |         |

### Hameaux
Ricetto, San Lorenzo.

### Communes limitrophes
Carsoli, Collegiove, Marcetelli, Nespolo, Pescorocchiano, Turania.